# Inflation reduction act
Inflation Reduction Act (IRA) är en amerikansk lag, införd av president Joe Biden 2022, som beskrivits som den enskilt största investeringen i klimat- och energi i amerikansk historia och likaså som kronjuvelen i Joe Bidens industripolitiska agenda. Lagen syftar till att stävja inflationen genom att minska underskottet, sänka priserna på receptbelagda läkemedel och investera i inhemsk energiproduktion samt främja ren energi. Lagen antogs av den 117:e amerikanska kongressen och undertecknades som lag av president Joe Biden den 16 augusti 2022. Lagförslaget, numera lag, sponsrades av senatorerna Chuck Schumer och Joe Manchin.